# Guoroní
Guoroní es un corregimiento del distrito de Kankintú en la comarca Ngäbe-Buglé, República de Panamá. La localidad tiene 2.647 habitantes (2010).